# Дом Тулиновых
Дом Тулиновых — памятник истории и архитектуры на проспекте Революции (ул. Большой Дворянской) в городе Воронеже.

## История
Здание было построено в 1811—1813 годах по проекту городского архитектора Т. С. Кондратьева. Первым владельцем здания был воронежский фабрикант Василий Васильевич Тулинов. Усадьба простиралась от Большой Дворянской до Малой Дворянской. Здесь находились конюшни, оранжереи, сенники и ледники. Вскоре В. В. Тулинов скончался и дом по завещанию был передан его сыновьям Василию и Якову. В 1818 и 1820 в этом доме останавливался император Александр I. В 1832 году в доме жил Николай I, приехавший на открытие мощей Святителя Митрофана. В июле 1837 года два дня провёл здесь наследник престола, будущий император Александр II вместе с поэтом В. А. Жуковским. Жуковский во время визита сделал с балкона несколько зарисовок в свой походный альбом и встретился с воронежским поэтом А. В. Кольцовым, в память о чём в 1969 году была установлена памятная доска.
В 1842 году братья умерли, после чего их имущество было разделено между их детьми. При этом хозяйкой дома сначала стала графиня Елизавета Васильевна Толстая (урождённая Тулинова), которая впоследствии передала его своему двоюродному брату Василию Яковлевичу Тулинову.
Новый хозяин в 1864 году, после капитального ремонта, открыл во флигеле первую в Воронеже публичную библиотеку. В конце 1850-х — начале 1860-х годов здесь жил А. С. Суворин, который в то время был личным секретарём Василия Яковлевича. После отъезда В. Я. Тулинова в Санкт-Петербург в 1873 году здание перешло к братьям Веретенниковым — Александру и Митрофану. Они провели очередной ремонт: воздвигли каменные конюшни, построили каретный сарай, перестроили флигель. Летом 1909 года особняк был куплен дворянином А. А. Бабаниным, который чуть позже распродал его по частям.

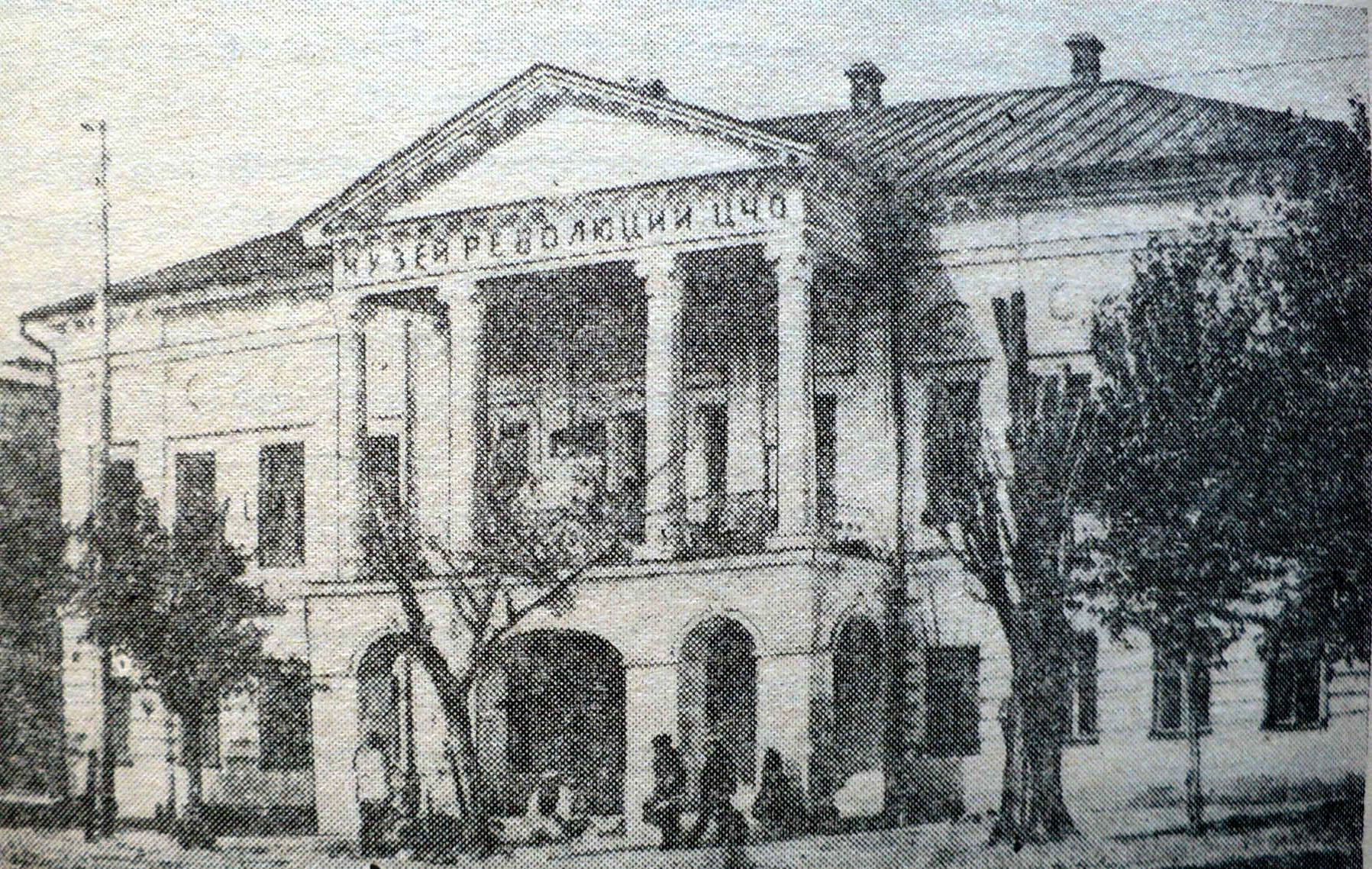
Дом Тулиновых в 1930-е годы

Основное здание было куплено в 1912 году нотариусом Иваном Тимофеевичем Болдыревым, после чего здесь разместилась гимназия Чернозубовой.
После октябрьской революции дом был национализирован, а на десятилетие Октября в нём был открыт Музей революции. Перед Великой Отечественной войной здесь находилась редакция газеты Молодой коммунар. Во время войны здание сильно пострадало, к 1943 от него остался лишь каркас. Фронтон рухнул, крыша сгорела. В 1951 году здание было восстановлено по проекту инженера В. П. Глотова, тогда же здание стало памятником архитектуры. В 2011 году фасад здания был отреставрирован. В настоящее время в здании располагается Центр научно-технической информации — филиал ФГБУ «Российское энергетическое агентство».

## Архитектура
Двухэтажное здание построено в стиле ампир. Фасады здания украшены лепнинным декором и пилястрами. Фронтон поддерживается четырьмя ионическими колоннами.